# Rafael Acevedo
Rafael Antonio Acevedo Porras (Sogamoso, 4 maggio 1957) è un ex ciclista su strada colombiano.
Professionista tra il 1985 ed il 1989, partecipò a sette edizioni dei Grandi Giri.

## Carriera
Acevedo passò professionista nel 1985 con la colombiana Varta-Café de Colombia, militando nella stessa squadra fino al ritiro, avvenuto al termine del 1989.
Ottenne alcuni successi in corse nazionali, tra cui cinque tappe alla Vuelta a Colombia tra il 1979 e il 1982. Partecipò a quattro edizioni del Tour de France, due della Vuelta a España e una del Giro d'Italia; fu convocato dalla nazionale colombiana per partecipare a due edizioni dei campionati del mondo riservati ai dilettanti (Praga 1981 e Altenrhein 1983) e una per professionisti (Colorado Springs 1986).

## Palmarès
- 1979

9ª tappa Vuelta a Colombia (Zarzal > Cali)
- 1980

2ª tappa Vuelta a Colombia (Tunja > Bogotà)
- 1981

6ª tappa Vuelta a Colombia (Tunja > Bogotà)
12ª tappa Vuelta a Colombia (Caldas > Anserma)
- 1982

7ª tappa Vuelta a Colombia (Pereira > Riosucio)
- 1986

Classifica generale Vuelta a la Costa
- 1988

Clásico Centenario de Armenia

## Piazzamenti

### Grandi Giri
- Giro d'Italia

1985: 42º
- Tour de France

1984: 12º
1985: 43º
1986: fuori tempo massimo (2ª tappa)
1987: 18º
- Vuelta a España

1986: 44º
1988: non partito (16ª tappa)

### Competizioni mondiali
- Mondiali su strada

Praga 1981 - In linea Dilettanti: 28º
Altenrhein 1983 - In linea Dilettanti: 27º
Colorado Springs 1986 - In linea: ritirato